# Ute Schäper
Ute Schäper (Großburgwedel, 1 de mayo de 1967) es una deportista alemana que compitió para la RFA en esgrima, especialista en la modalidad de espada. Ganó tres medallas en el Campeonato Mundial de Esgrima entre los años 1988 y 1990.

## Palmarés internacional
| Campeonato Mundial | Campeonato Mundial      | Campeonato Mundial | Campeonato Mundial |
| Año                | Lugar                   | Medalla            | Prueba             |
| ------------------ | ----------------------- | ------------------ | ------------------ |
| 1988               | Orleans (Francia)       | Medalla de oro     | Espada por equipos |
| 1989               | Denver (Estados Unidos) | Medalla de plata   | Espada individual  |
| 1990               | Lyon (Francia)          | Medalla de oro     | Espada por equipos |